# Sandra Bergqvist
Sandra Ida Christina Bergqvist, född 14 april 1980 i Nagu, är en finländsk politiker för Svenska folkpartiet. Hon är Finlands motions-, idrotts- och ungdomsminister i regeringen Orpo sedan 2023 och riksdagsledamot för Sydvästra Finlands valkrets sedan 2019. Bergqvist är också ordförande för Svenska Finlands folkting, vice ordförande för Svenska folkpartiet, medlem i Stiftelsen för Åbo Akademis delegation och sakkunnig vid Kommunförbundet.
Hon är samtidigt jordbruksföretagare, och driver sin hemgård i Nagu tillsammans med sina syskon. Bergqvist är också aktiv i Kirjais byaförening. Till utbildningen är Bergqvist politices magister från Åbo Akademi och har grundutbildning inom familjedagvård och äldreomsorg.